# مایکل کامپستی
مایکل کامپستی (انگلیسی: Michael Cumpsty؛ زادهٔ ۲۸ فوریهٔ ۱۹۶۰) بازیگر اهل بریتانیا است.
از فیلم‌ها یا برنامه‌های تلویزیونی که وی در آن نقش داشته‌است می‌توان به بازدیدکننده اشاره کرد.